# Ceriagrion praetermissum
Ceriagrion praetermissum е вид водно конче от семейство Coenagrionidae. Видът не е застрашен от изчезване.

## Разпространение
Разпространен е в Индия (Манипур и Нагаланд), Индонезия (Суматра и Ява), Камбоджа, Лаос, Мианмар и Тайланд.